# Абросово (Владимирская область)
Абросово — деревня в Петушинском районе Владимирской области России, входит в состав Нагорного сельского поселения.

## География
Деревня расположена в 19 км на север от города Покров и в 33 км на северо-запад от райцентра города Петушки.

## История
В конце XIX — начале XX века деревня входила в состав Фуниково-Горской волости Покровского уезда, с 1926 года — в составе Овчининской волости Александровского уезда. В 1859 году в деревне числилось 18 дворов, в 1905 году — 37 дворов, в 1926 году — 45 дворов.
С 1929 года деревня являлась центром Абросовского сельсовета Киржачского района, с 1940 года — в составе Ирошниковского сельсовета, с 1945 года — в составе Покровского района, с 1960 года — в составе Петушинского района, с 1962 года — в составе Ивановского сельсовета, с 2005 года — в составе Нагорного сельского поселения.

## Население
| 1859 | 1905 | 1926 | 2002 | 2010 | 2021 |
| ---- | ---- | ---- | ---- | ---- | ---- |
| 110  | ↗180 | ↗187 | ↘2   | ↗18  | ↘0   |